# Barbie (film)
 For alternative betydninger, se Barbie (flertydig). (Se også artikler, som begynder med Barbie)
Barbie er en amerikansk komedie-/fantasyfilm fra 2023 instrueret af Greta Gerwig.
Filmen er baseret på Barbie-universet udviklet af legetøjsfirmaet Mattel. Det er den første ikke-animerede spillefilm om Barbie efter utallige tegne- og animationsfilm om dukken. Filmen følger Barbie (Margot Robbie) og Ken (Ryan Gosling) i begivenheder, hvor de under en eksistentiel krise opnår selverkendelse. I filmen medvirker tillige bl.a. America Ferrera, Kate McKinnon, Issa Rae, Rhea Perlman, and Will Ferrell.
Filmen havde premiere i Los Angeles den 9. juli 2023 og blev sat op i hele USA den 21. juli af Warner Bros. Pictures. Filmen modtog generelt positive anmeldelser fra filmkritikere og havde allerede i begyndelsen af august samme år indspillet for mere end 1 milliard dollars. Det er første gang, at en film instrueret af en kvinde har omsat for mere end en milliard dollars.

## Medvirkende
- Margot Robbie som Barbie
- Ryan Gosling som Ken
- Kate McKinnon
- Alexandra Shipp
- Emma Mackey
- Hari Nef som Dr. Barbie
- Sharon Rooney
- Ana Cruz Kayne som Judge Barbie
- Michael Cera som Allan